# Ejército Italiano en Rusia

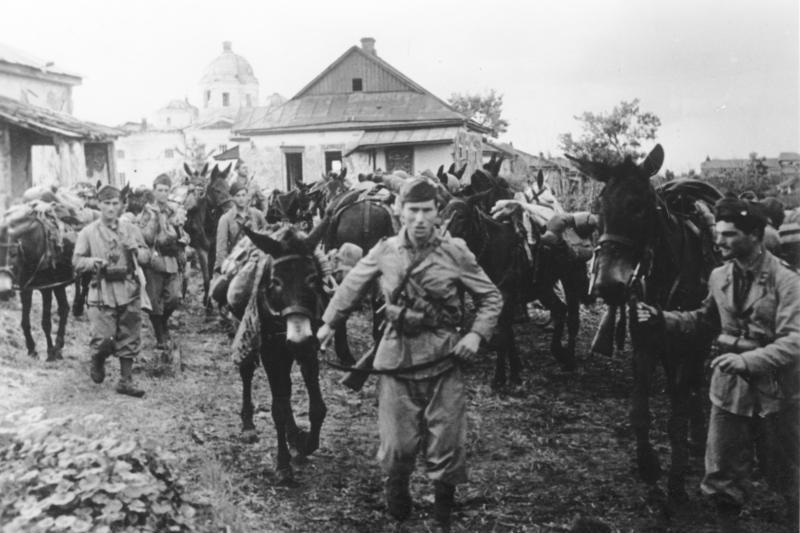
Soldados del ARMIR, con mulas de carga en la URSS, 1942.

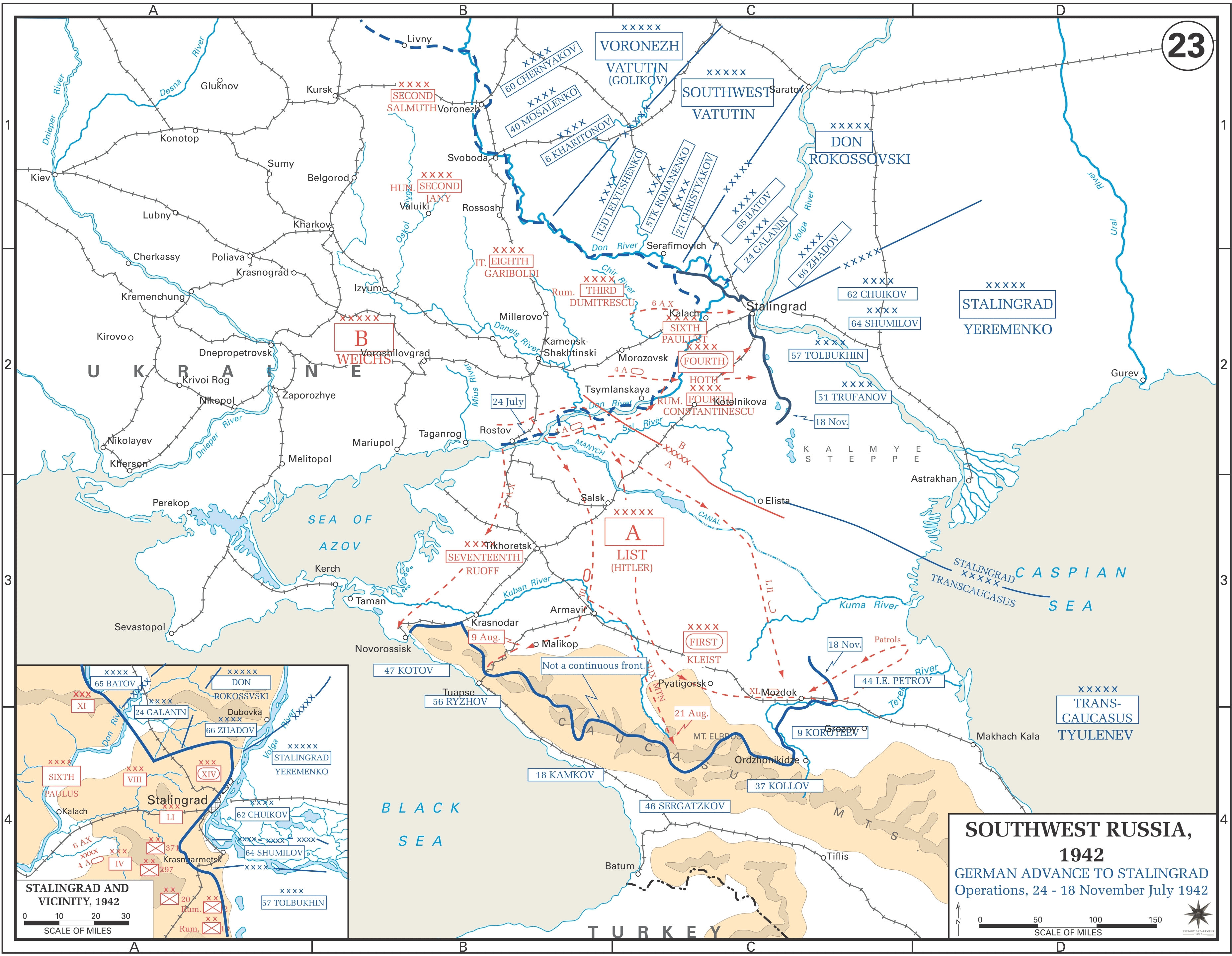
Mapa que muestra el ARMIR Gariboldi cerca del río Don, a 200 km al norte de Stalingrado, en otoño de 1942.

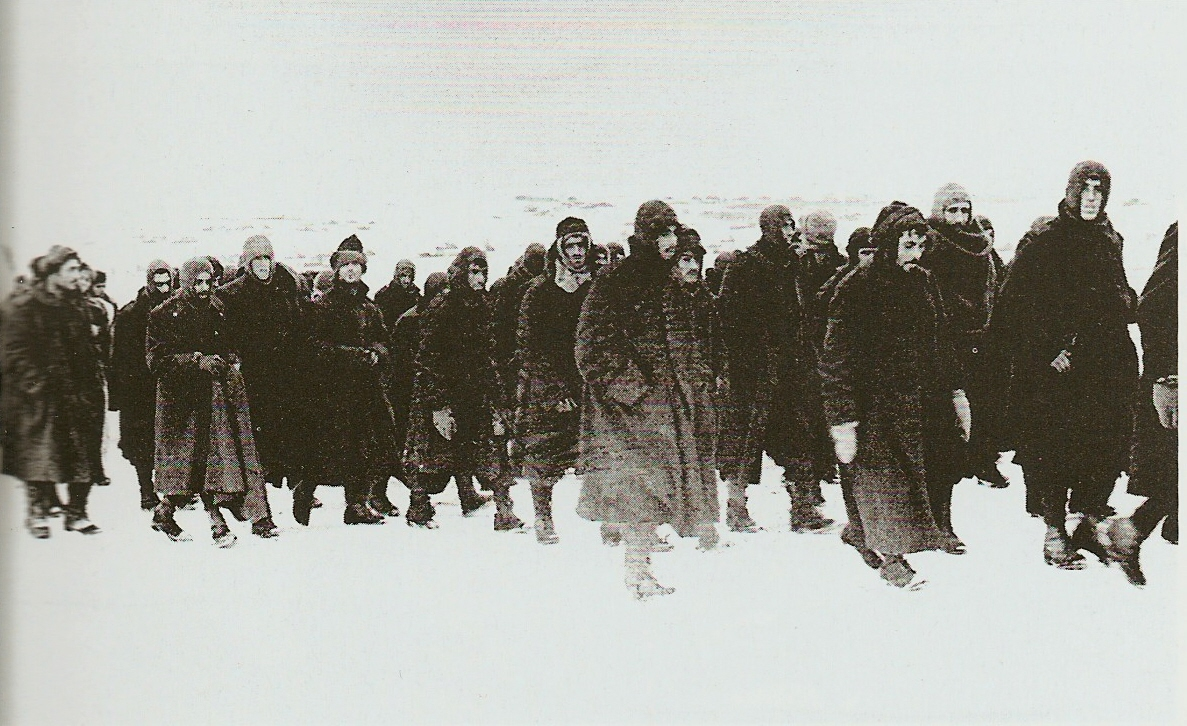
Prisioneros de guerra italianos en el frente oriental (1943).

El Ejército Italiano en Rusia (en italiano: Armata Italiana in Russia, abreviado ARMIR) fue una unidad militar formada por soldados italianos que combatieron en la Unión Soviética durante la Segunda Guerra Mundial. Fue enviada por Benito Mussolini en apoyo de la Wehrmacht alemana, permaneciendo en combate entre los años 1942 y 1943. Su nombre oficial fue 8.° Ejército Italiano, aunque frecuentemente fue referido como el ARMIR.

## Orígenes
Desde que el 10 de junio de 1940 la Italia fascista decidió participar en la Segunda Guerra Mundial como aliada del Reich alemán, las fuerzas italianas habían ejecutado operaciones bélicas contra Francia, contra Yugoslavia, contra Grecia, y especialmente en las campañas del Norte de África contra los británicos, pero sin lograr éxitos como los de sus aliados germanos, mientras la flota de guerra italiana combatía en el mar Mediterráneo a la marina británica sin resultados brillantes.  
Al conocerse en Italia que la Wehrmacht alemana iniciaba su campaña contra la Unión Soviética el 22 de junio de 1941, el dictador Benito Mussolini expresó a Hitler su disposición de enviar tropas italianas para combatir en suelo soviético junto a los alemanes, pero su oferta no fue recibida con entusiasmo por los jefes militares del Tercer Reich.
La fría recepción de los alemanes no desanimó al Duce, que de inmediato dispuso enviar tres divisiones del Regio Esercito italiano a combatir contra la URSS, formando un cuerpo militar «semi-motorizado» denominado «Corpo Spedizionario Italiano in Russia» o CSIR. Este cuerpo estaba integrado por la 52.ª División Motorizada «Torino», la 9.ª División Motorizada «Pasubio» y la 3.ª División de Caballería «Duque de Aosta». Estas unidades se hallaban constituidas por fuerzas de infantería o de caballería desmontada, apoyadas parcialmente en motocicletas y otros vehículos, con el fin de convertirlas en «divisiones móviles» en un escenario bélico donde la rapidez de movimientos era esencial.
EL CSIR fue colocado inicialmente bajo las órdenes del general Francesco Zingales. El 14 de julio de 1941 el mando fue transferido al general Giovanni Messe, por enfermedad de Zingales durante su estancia en Viena. Muy pronto el general Messe realizó varias observaciones sobre el equipamiento bélico del CSIR, concluyendo que buena parte de los vehículos de las unidades «semi-motorizadas» eran totalmente inadecuados para una campaña militar de largo alcance, además de no contar con suficiente equipo invernal para soportar el frío clima de la URSS, pero sus críticas no fueron atendidas por el alto mando italiano.

## Despliegue

### Primeras campañas
El CSIR llegó a suelo soviético en agosto de 1941 sumando un total de 60 000 hombres entre soldados y oficiales, que el OKH alemán destinó al frente meridional situado en Ucrania. La primera operación bélica en la cual participaron los italianos fue el ataque a tropas soviéticas en retirada entre los ríos Bug y Dniéster, encuadrados en el Primer Grupo Panzer del Grupo de Ejércitos Sur de la Wehrmacht, entre el 27 y 30 de setiembre. Allí los italianos alcanzan una clara victoria en la Battalla de Petrikowka apoyando la conquista de Kiev por los alemanes. Luego, entre el 20 de octubre y el 2 de noviembre, las tropas italianas operaron junto a los alemanes en el ataque contra Donetsk, un importante centro de siderurgia en el este de Ucrania. Tras otro triunfo del Eje, los italianos fueron destacados a labores de ocupación en la zona de Odesa, que los alemanes habían tomado a mediados de octubre.
Tras varios meses de inactividad, y ante la previsión de una gran ofensiva en verano contra los soviéticos por parte de la Wehrmacht, Mussolini decidió aumentar el tamaño del CSIR y creó el ARMIR propiamente dicho, enviando siete divisiones adicionales a la URSS bajo el nombre de «8.° Ejército Italiano», designado oficialmente Armata Italiana in Russia. Con ello se elevó el número de tropas italianas a casi 220 000 hombres, incluyendo un contingente de la Regia Aeronautica. El general Messe se opuso a aumentar el número de tropas italianas en la "campaña oriental" hasta que éstas contaran con equipamiento militar adecuado y suficiente. Ante ello, Mussolini retiró a Messe de la campaña y entregó el mando del ARMIR al general Italo Gariboldi el 10 de julio de 1942.
Las fuerzas del ARMIR fueron enviadas a colaborar con el avance alemán en la orilla oeste del río Don, eliminando cabezas de puente del Ejército Rojo desde julio de 1942 y situándose en posiciones defensivas para repeler avances soviéticos en la zona. Cuando en agosto del mismo año las tropas alemanas lanzaron su ofensiva contra Stalingrado, se encargó a los italianos proteger el flanco norte del 6.º Ejército Alemán, sobre el cual recaía el peso principal de la lucha contra los soviéticos. 
Para entonces el ARMIR contaba con 235 000 hombres repartidos en doce divisiones (diez italianas más dos alemanas de refuerzo), cuatro legiones (tres italianas y una independentista croata), 988 cañones, 420 morteros, 25 000 caballos y mulas de transporte, unos 17 000 vehículos y 64 aviones de la Regia Aeronautica. 
No obstante, el ARMIR carecía de armas antitanque (el arsenal de artillería ligera apenas consistía en granadas de mano y morteros). El contingente contaba con menos de un centenar de tanques, la mayoría de ellos modelos ya tachados de obsoletos en la misma Italia. Las propias armas ligeras del ARMIR como ametralladoras y fusiles tampoco resultaban fiables en el frío clima invernal y pronto quedaban inservibles. Para agravar la situación, las dos divisiones alemanas de refuerzo (la 298 y la 62 de infantería) fueron enviadas por el OKH a combatir en la propia ciudad de Stalingrado.

### Desastre en Stalingrado
En noviembre de 1942, las tropas italianas fueron estacionadas en un cinturón defensivo a lo largo de la orilla sur del río Don, a unos 270 kilómetros del noroeste de Stalingrado. Las tropas italianas estaban encargadas de defender una extensa línea de casi 500 kilómetros de largo para proteger el flanco norte del 6.º Ejército, junto a las divisiones húngaras y rumanas. El duro invierno impidió que los italianos, muy mal equipados para los rigores del frío, pudieran construir trincheras y casamatas aptas para la defensa, sobre todo en el entorno de la estepa rusa y sin una línea fiable de suministros de combustible o comida. Allí el ARMIR sufrió el principal ataque soviético lanzado dentro de la Operación Saturno, enviada por el Ejército Rojo para cercar y destruir a las tropas del Eje que atacaban Stalingrado. 
El 11 de diciembre de 1942, el 63.º Ejército Soviético, con 15 divisiones y dos regimientos de tanques T-34, atacó a las divisiones italianas Cosseria y Ravenna. Los italianos se defendieron pese a las graves limitaciones de armamento, pero pronto fueron cercados por los soviéticos. Tras ocho días de combate y sufrir un importante número de bajas, el estado mayor del ARMIR autorizó la retirada de las dos mermadas divisiones. 
El día 17 de diciembre, el 1.º Ejército de Guardias soviético (con dos cuerpos de ejército, una división autónoma y un cuerpo de tanques) atacó el centro del frente italiano, formado por las divisiones Torino, Passubio, Duque de Aosta, Sforzesca y la 298 (alemana). Las fuerzas italianas, en grave inferioridad numérica y material, resistieron como pudieron la embestida pero se retiraron el 28 de diciembre al no poder contener por más tiempo el avance de la infantería y los tanques soviéticos (con una diferencia de casi 5 a 1 contra los italianos). Las cuatro divisiones italianas, que habían sufrido importantes bajas, abandonaron casi todos los pertrechos militares que poseían para poder retroceder, y dejaron atrás multitud de prisioneros que no pudieron huir del cerco soviético.
El 14 de enero de 1943, las últimas tres divisiones italianas que aún guardaban el frente (Cuneense, Julia y Tridentina, estas dos últimas con tropas alpinas de élite) fueron atacadas por el 6.º Ejército Soviético, formado por ocho divisiones y una brigada de fusileros. En este combate las tropas italianas fueron nuevamente cercadas en inferioridad numérica y material y no consiguieron escapar del bloqueo hasta el 26 de enero y sólo tras sufrir numerosísimas bajas. Tan solo la división Tridentina logró huir en condiciones regulares, siendo casi destrozadas la Julia y la Cuneeense. La retirada se vio además muy dificultada por cuanto las tropas italianas carecían de vituallas necesarias en medio del invierno, estaban muy escasas de suministros de todo tipo, y ni siquieran contaban con vehículos suficientes para una retirada eficaz, debiendo casi todos los italianos retirarse a pie por cientos de kilómetros en una maniobra forzosa que causó muchísimas bajas.
En total, 130 000 soldados italianos se hallaban en el frente activo cuando ocurrió la ofensiva soviética de diciembre de 1942. Las bajas del ARMIR llegaron a 20 000 muertos y 64 000 capturados, perdiéndose la mayor parte de los pertrechos. Solo 45 000 hombres pudieron huir del cerco soviético, salvando escaso número de armamento pesado con ellos.

### Retirada
Tras las graves derrotas, Mussolini permitió que los supervivientes del ARMIR se retiraran del frente activo y, en febrero de 1943, dispuso que los soldados italianos salieran de la URSS. Para entonces el ARMIR contaba con menos de 150 000 hombres casi sin armas ni equipos, 34 000 de ellos heridos. Además, la ausencia de transportes y armamento adecuado impedían prolongar por más tiempo la permanencia del ARMIR en territorio soviético, dado que los mandos alemanes del OKH, urgidos de retirar sus propias fuerzas, rehusaron apoyar con vehículos a la retirada de los italianos durante el combate.
El desastre militar italiano en suelo soviético repercutió negativamente en la opinión de la élite política en la Italia fascista, que criticaba a los altos jefes del Regio Esercito por permitir el envío a la URSS de un contingente mal armado y pésimamente equipado para la lucha invernal. Para el régimen fascista, las derrotas del ARMIR significaron un desafío moral ante la población, ya muy desalentada al coincidir la grave derrota en Rusia con las serias pérdidas sufridas  en Libia, donde las tropas italogermanas retrocedían sin remedio desde noviembre de 1942 tras el resonante triunfo aliado la Batalla de El Alamein. 
Numerosos prisioneros de guerra italianos en la URSS perecieron en los primeros meses de cautiverio por frío y enfermedades, la mayor parte de sobrevivientes no fueron repatriados a Italia hasta 1948, siendo algunos altos oficiales retenidos hasta 1954.